# Olympische Winterspiele 2022/Biathlon
Bei den XXIV. Olympischen Winterspielen 2022 in Peking fanden elf Wettbewerbe im Biathlon statt. Austragungsort war das Nordische Ski- und Biathlonzentrum Guyangshu. Es war das erste Mal, dass Wettbewerbe im Biathlon auf höchstem Niveau überhaupt in China stattfanden. Die traditionellen Testrennen im Rahmen des Weltcups ein Jahr zuvor mussten aufgrund der COVID-19-Pandemie abgesagt werden.

## Wettbewerbe
Die Wettkämpfe wurden nicht im Rahmen des Weltcups 2021/22 ausgetragen, die Ergebnisse der Olympischen Spiele flossen damit auch nicht in die Weltcupwertungen mit ein. Das Wettkampfprogramm veränderte sich im Vergleich zu den Spielen zuvor in Sotschi 2014 und Pyeongchang 2018 nicht. Mit Ausnahme einer Disziplin wurden alle Wettbewerbe der Weltmeisterschaften ausgetragen. Die Single-Mixed-Staffel, die auch zum Wettkampfprogramm des Weltcups und der Europameisterschaften gehörte und 2019 in den Katalog der Weltmeisterschaften aufgenommen worden war, stand nicht auf dem Programm.

## Sportliche Erfolge
Erfolgreichste Nation war Norwegen, dessen Athleten sechs Gold-, zwei Silber- und sechs Bronzemedaillen gewannen. Johannes Thingnes Bø war mit vier Goldmedaillen und einer Bronzemedaille der erfolgreichste männliche Athlet der Winterspiele, während Marte Olsbu Røiseland mit drei Gold- und zwei Bronzemedaillen die Bestmarke bei den Frauen aufstellte.

## Bilanz

### Medaillenspiegel
| Platz  | Land        | Gold | Silber | Bronze | Gesamt |
| ------ | ----------- | ---- | ------ | ------ | ------ |
| 1      | Norwegen    | 6    | 2      | 6      | 14     |
| 2      | Frankreich  | 3    | 4      | –      | 7      |
| 3      | Schweden    | 1    | 3      | –      | 4      |
| 4      | Deutschland | 1    | –      | 1      | 2      |
| 5      | ROC         | –    | 1      | 3      | 4      |
| 6      | Belarus     | –    | 1      | –      | 1      |
| 7      | Italien     | –    | –      | 1      | 1      |
| Gesamt | Gesamt      | 11   | 11     | 11     | 33     |

### Medaillengewinner
Männer
| Disziplin          | Gold                                                                                  | Silber                                                                           | Bronze                                                                   |
| ------------------ | ------------------------------------------------------------------------------------- | -------------------------------------------------------------------------------- | ------------------------------------------------------------------------ |
| 10 km Sprint       | Johannes Thingnes Bø (NOR)                                                            | Quentin Fillon Maillet (FRA)                                                     | Tarjei Bø (NOR)                                                          |
| 12,5 km Verfolgung | Quentin Fillon Maillet (FRA)                                                          | Tarjei Bø (NOR)                                                                  | Eduard Latypow (ROC)                                                     |
| 20 km Einzel       | Quentin Fillon Maillet (FRA)                                                          | Anton Smolski (BLR)                                                              | Johannes Thingnes Bø (NOR)                                               |
| 15 km Massenstart  | Johannes Thingnes Bø (NOR)                                                            | Martin Ponsiluoma (SWE)                                                          | Vetle Sjåstad Christiansen (NOR)                                         |
| 4 × 7,5 km Staffel | NorwegenSturla Holm Lægreid Tarjei Bø Johannes Thingnes Bø Vetle Sjåstad Christiansen | FrankreichFabien Claude Émilien Jacquelin Simon Desthieux Quentin Fillon Maillet | ROCSaid Karimulla Chalili Alexander Loginow Maxim Zwetkow Eduard Latypow |

Frauen
| Disziplin           | Gold                                                        | Silber                                                                       | Bronze                                                                |
| ------------------- | ----------------------------------------------------------- | ---------------------------------------------------------------------------- | --------------------------------------------------------------------- |
| 7,5 km Sprint       | Marte Olsbu Røiseland (NOR)                                 | Elvira Öberg (SWE)                                                           | Dorothea Wierer (ITA)                                                 |
| 10 km Verfolgung    | Marte Olsbu Røiseland (NOR)                                 | Elvira Öberg (SWE)                                                           | Tiril Eckhoff (NOR)                                                   |
| 15 km Einzel        | Denise Herrmann (GER)                                       | Anaïs Chevalier-Bouchet (FRA)                                                | Marte Olsbu Røiseland (NOR)                                           |
| 12,5 km Massenstart | Justine Braisaz-Bouchet (FRA)                               | Tiril Eckhoff (NOR)                                                          | Marte Olsbu Røiseland (NOR)                                           |
| 4 × 6 km Staffel    | SchwedenLinn Persson Mona Brorsson Hanna Öberg Elvira Öberg | ROCUljana Nigmatullina Kristina Reszowa Irina Kasakewitsch Swetlana Mironowa | DeutschlandVanessa Voigt Vanessa Hinz Franziska Preuß Denise Herrmann |

Mixed
| Disziplin     | Gold                                                                       | Silber                                                                                 | Bronze                                                                   |
| ------------- | -------------------------------------------------------------------------- | -------------------------------------------------------------------------------------- | ------------------------------------------------------------------------ |
| Mixed-Staffel | NorwegenMarte Olsbu Røiseland Tiril Eckhoff Tarjei Bø Johannes Thingnes Bø | FrankreichAnaïs Chevalier-Bouchet Julia Simon Émilien Jacquelin Quentin Fillon Maillet | ROCUljana Nigmatullina Kristina Reszowa Alexander Loginow Eduard Latypow |

## Qualifikation
Insgesamt standen für die Biathlonwettbewerbe 210 Quotenplätze zur Verfügung, je 105 pro Geschlecht. Hatten sich die gastgebenden Chinesen nicht regulär qualifiziert, standen ihnen pro Geschlecht zwei Quotenplätze zu. Die Anzahl der Athleten, die ein Nationales Olympisches Komitee nominieren konnte, orientiert sich an der OWG NOC Quota List. Diese enthält die besten Nationencupergebnisse einer Nation und zwar die besten sechs Sprints, das beste Einzel, sowie drei Staffeln und je eine Mixed- und Single-Mixed-Staffel. Der Zeitraum zum Erreichen dieser zwölf Ergebnisse einer Nation erstreckte sich vom Beginn der Weltcupsaison 2020/21 und endete nach dem sechsten Weltcup der Saison 2021/22 in Ruhpolding.
Folgende Nationen hatten sich Quotenplätze gesichert:
| Nation             | Männer | Frauen | Gesamt |
| ------------------ | ------ | ------ | ------ |
| Belarus            | 5      | 5      | 10     |
| Belgien            | 4      | 1      | 5      |
| Bulgarien          | 4      | 4      | 8      |
| China              | 4      | 4      | 8      |
| Dänemark 1         |        | 1      | 1      |
| Deutschland        | 6      | 5      | 11     |
| Estland            | 4      | 4      | 8      |
| Finnland           | 4      | 4      | 8      |
| Frankreich         | 6      | 6      | 12     |
| Italien            | 5      | 5      | 10     |
| Japan              | 2      | 4      | 6      |
| Kanada             | 4      | 4      | 8      |
| Kasachstan         | 2      | 1      | 3      |
| Lettland           |        | 1      | 1      |
| Litauen            | 4      | 1      | 5      |
| Moldau             | 2      | 2      | 4      |
| Neuseeland         | 1      |        | 1      |
| Norwegen           | 6      | 6      | 12     |
| Österreich         | 5      | 5      | 10     |
| Polen              | 1      | 4      | 5      |
| ROC                | 5      | 5      | 10     |
| Rumänien           | 1      | 1      | 2      |
| Schweden           | 5      | 6      | 11     |
| Schweiz            | 4      | 4      | 8      |
| Slowakei           | 4      | 4      | 8      |
| Slowenien          | 4      | 2      | 6      |
| Südkorea           | 1      | 2      | 3      |
| Tschechien         | 5      | 5      | 10     |
| Ukraine            | 5      | 5      | 10     |
| Vereinigte Staaten | 4      | 4      | 8      |
| Gesamt: 30 NOKs    | 107    | 105    | 212    |

## Zeitplan
| Tag | Datum | Datum         | Ortszeit | MEZ     | Wettkampf                  | Olympiasieger:in 2018 | Weltmeister:in 2021 |
| --- | ----- | ------------- | -------- | ------- | -------------------------- | --------------------- | ------------------- |
| 2   | Sa.   | 05. Februar   | 17:00    | 10:00   | 4 × 6 km Mixed-Staffel     | Frankreich            | Norwegen            |
| 4   | Mo.   | 07. Februar   | 17:00    | 10:00   | 15 km Einzel Frauen        | Hanna Öberg           | Markéta Davidová    |
| 5   | Di.   | 08. Februar   | 16:30    | 09:30   | 20 km Einzel Männer        | Johannes Thingnes Bø  | Sturla Holm Lægreid |
| 8   | Fr.   | 11. Februar   | 17:00    | 10:00   | 7,5 km Sprint Frauen       | Laura Dahlmeier 1     | Tiril Eckhoff       |
| 9   | Sa.   | 12. Februar   | 17:00    | 10:00   | 10 km Sprint Männer        | Arnd Peiffer 1        | Martin Ponsiluoma   |
| 10  | So.   | 13. Februar   | 17:00    | 10:00   | 10 km Verfolgung Frauen    | Laura Dahlmeier 1     | Tiril Eckhoff       |
| 10  | So.   | 13. Februar   | 18:45    | 11:45   | 12,5 km Verfolgung Männer  | Martin Fourcade 1     | Émilien Jacquelin   |
| 12  | Di.   | 15. Februar   | 14:30    | 07:30 2 | 4 × 7,5 km Staffel Männer  | Schweden              | Norwegen            |
| 13  | Mi.   | 16. Februar   | 15:45    | 08:45   | 4 × 6 km Staffel Frauen    | Belarus               | Norwegen            |
| 15  | Fr.   | 18. Februar 3 | 15:00    | 08:00   | 12,5 km Massenstart Frauen | Anastasiya Kuzmina 1  | Lisa Hauser         |
| 15  | Fr.   | 18. Februar   | 17:00    | 10:00   | 15 km Massenstart Männer   | Martin Fourcade 1     | Sturla Holm Lægreid |

## Ergebnisse Männer

### Sprint 10 km

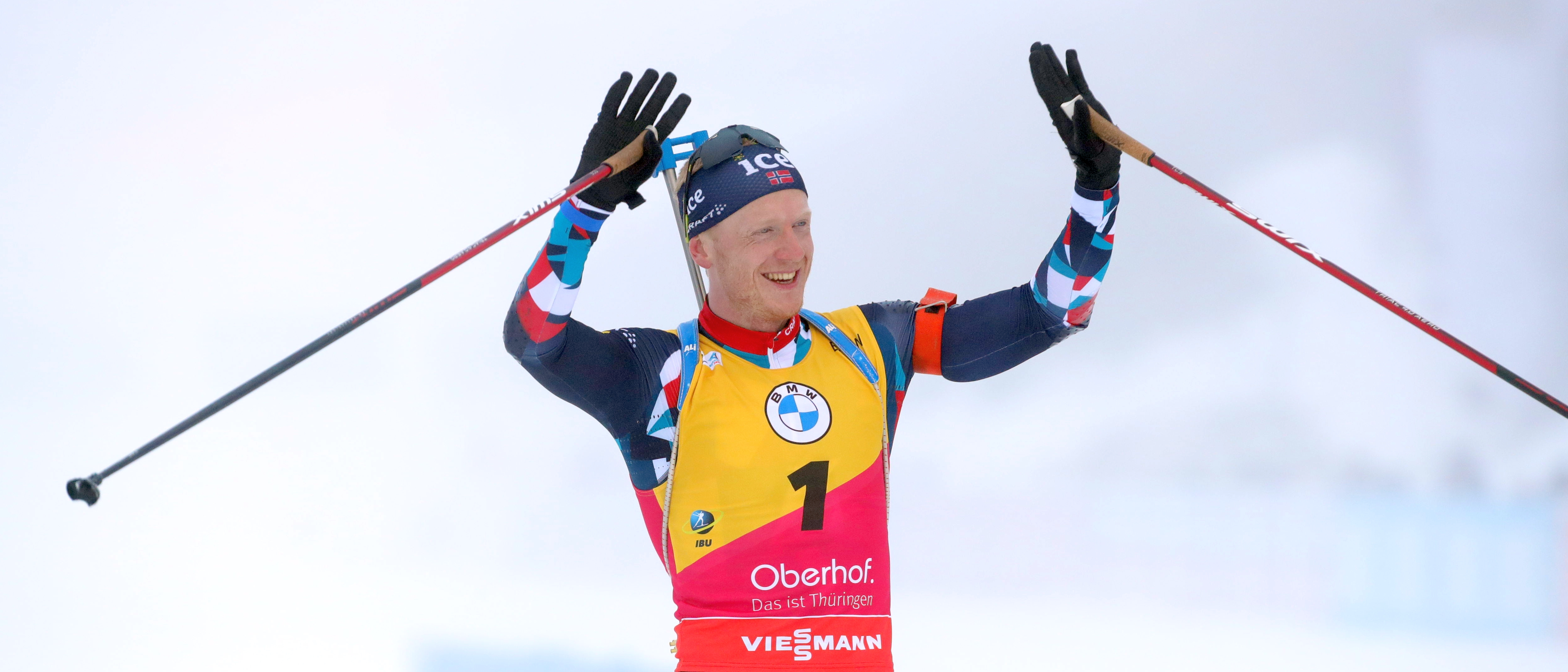
Johannes Thingnes Bø – Olympiasieger im Sprint, im Massenstart, mit der Männer- und mit der Mixed-Staffel, dazu Bronzemedaillengewinner im Einzel

| Platz | Land | Athlet                 | Zeit (min) | Fehler  |
| ----- | ---- | ---------------------- | ---------- | ------- |
| 01    | NOR  | Johannes Thingnes Bø   | 24:00,4    | 1 (0+1) |
| 02    | FRA  | Quentin Fillon Maillet | 24:25,9    | 1 (1+0) |
| 03    | NOR  | Tarjei Bø              | 24:39,3    | 1 (0+1) |
| 04    | ROC  | Maxim Zwetkow          | 24:41,0    | 0 (0+0) |
| 05    | SWE  | Sebastian Samuelsson   | 24:52,4    | 1 (1+0) |
| 06    | SWE  | Martin Ponsiluoma      | 24:54,1    | 2 (0+2) |
| 07    | NOR  | Sturla Holm Lægreid    | 25:02,7    | 2 (1+1) |
| 08    | GER  | Benedikt Doll          | 25:05,4    | 1 (0+1) |
| 09    | FRA  | Émilien Jacquelin      | 25:06,3    | 2 (1+1) |
| 10    | BLR  | Anton Smolski          | 25:12,9    | 1 (0+1) |

Datum: 12. Februar 2022, 17:00 Uhr
Olympiasieger 2018:  Arnd Peiffer

Weltmeister 2021:  Martin Ponsiluoma

### Verfolgung 12,5 km

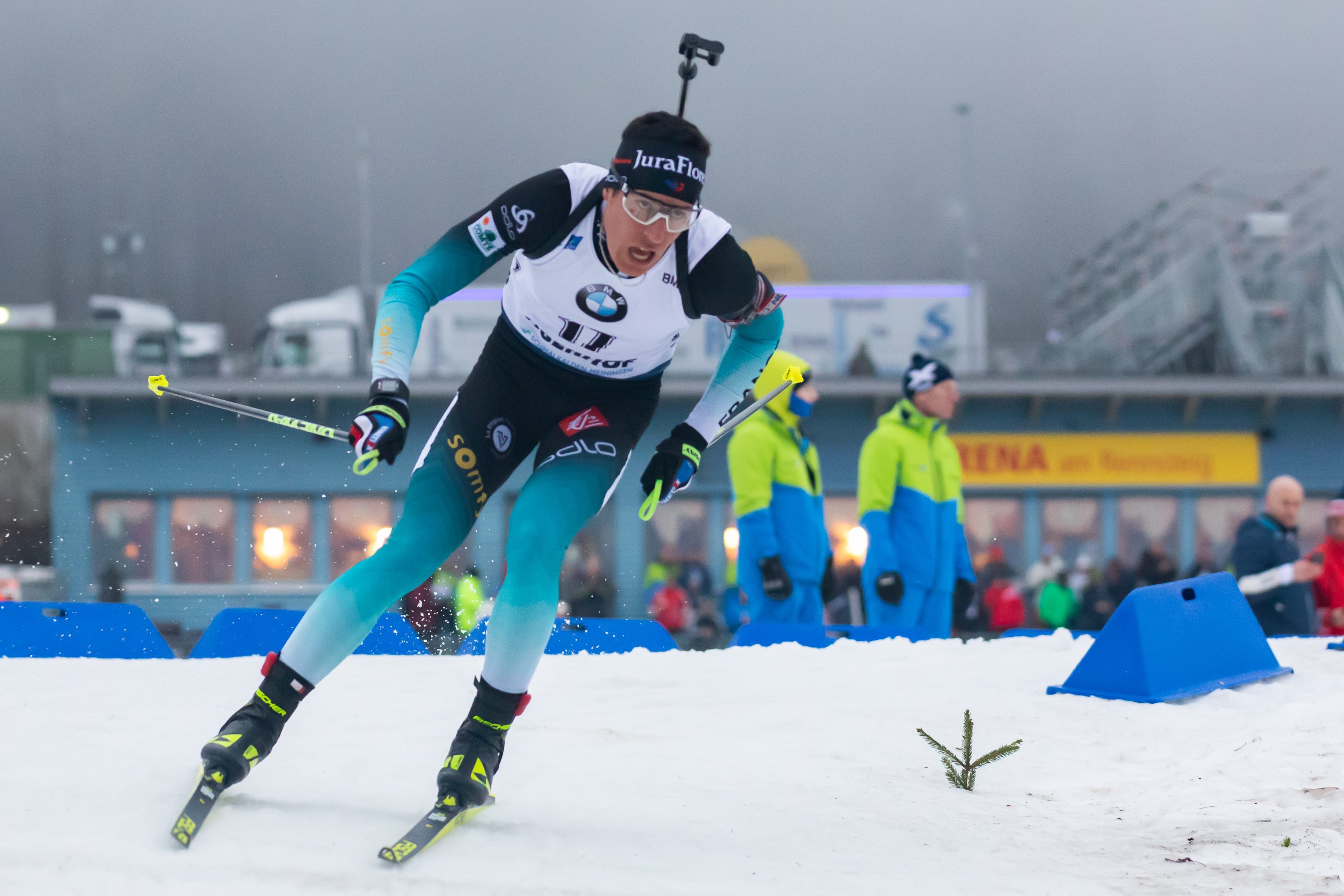
Quentin Fillon Maillet gewann Gold in der Verfolgung und im Einzel, außerdem Silber im Sprint, mit der Männer- sowie der Mixed-Staffel

| Platz | Land | Athlet                 | Zeit (min) | Fehler      |
| ----- | ---- | ---------------------- | ---------- | ----------- |
| 01    | FRA  | Quentin Fillon Maillet | 39:07,5    | 0 (0+0+0+0) |
| 02    | NOR  | Tarjei Bø              | 39:36,1    | 1 (1+0+0+0) |
| 03    | ROC  | Eduard Latypow         | 39:42,8    | 1 (0+0+0+1) |
| 04    | ITA  | Lukas Hofer            | 39:58,6    | 0 (0+0+0+0) |
| 05    | NOR  | Johannes Thingnes Bø   | 41:21,2    | 7 (0+2+3+2) |
| 06    | GER  | Roman Rees             | 41:37,7    | 1 (0+0+1+0) |
| 07    | FRA  | Simon Desthieux        | 41:54,7    | 3 (2+0+0+1) |
| 08    | SWE  | Sebastian Samuelsson   | 42:10,2    | 5 (1+2+2+0) |
| 09    | FRA  | Émilien Jacquelin      | 42:13,7    | 6 (2+3+0+1) |
| 10    | AUT  | Felix Leitner          | 42:16,3    | 1 (0+1+0+0) |

Datum: 13. Februar 2022, 18:45 Uhr
Olympiasieger 2018:  Martin Fourcade

Weltmeister 2021:  Émilien Jacquelin

### Einzel 20 km
| Platz | Land | Athlet                 | Zeit (min) | Fehler      |
| ----- | ---- | ---------------------- | ---------- | ----------- |
| 01    | FRA  | Quentin Fillon Maillet | 48:47,4    | 2 (0+1+1+0) |
| 02    | BLR  | Anton Smolski          | 49:02,2    | 0 (0+0+0+0) |
| 03    | NOR  | Johannes Thingnes Bø   | 49:18,5    | 2 (1+0+0+1) |
| 04    | ROC  | Maxim Zwetkow          | 49:22,3    | 1 (0+0+0+1) |
| 05    | CAN  | Scott Gow              | 49:53,0    | 1 (0+1+0+0) |
| 06    | GER  | Benedikt Doll          | 49:54,5    | 2 (1+0+0+1) |
| 07    | GER  | Roman Rees             | 50:25,5    | 1 (0+0+1+0) |
| 08    | NOR  | Tarjei Bø              | 50:17,0    | 1 (0+0+0+1) |
| 09    | FRA  | Fabien Claude          | 50:25,5    | 2 (1+1+0+0) |
| 10    | ROC  | Alexander Loginow      | 50:27,6    | 3 (0+1+0+2) |

Datum: 8. Februar 2022, 16:30 Uhr
Olympiasieger 2018:  Johannes Thingnes Bø

Weltmeister 2021:  Sturla Holm Lægreid

### Massenstart 15 km
| Platz | Land | Athlet                     | Zeit (min) | Fehler      |
| ----- | ---- | -------------------------- | ---------- | ----------- |
| 01    | NOR  | Johannes Thingnes Bø       | 38:14,4    | 4 (1+0+1+2) |
| 02    | SWE  | Martin Ponsiluoma          | 38:54,7    | 2 (1+0+0+1) |
| 03    | NOR  | Vetle Sjåstad Christiansen | 39:26,9    | 3 (2+0+1+0) |
| 04    | FRA  | Quentin Fillon Maillet     | 39:40,0    | 5 (1+1+0+3) |
| 05    | ITA  | Dominik Windisch           | 39:52,8    | 3 (0+2+1+0) |
| 06    | NOR  | Sturla Holm Lægreid        | 40:00,5    | 5 (1+2+1+1) |
| 07    | AUT  | Simon Eder                 | 40:10,8    | 2 (2+0+0+0) |
| 08    | GER  | Benedikt Doll              | 40:45,8    | 6 (0+0+2+4) |
| 09    | FIN  | Tero Seppälä               | 40:47,1    | 5 (1+0+2+2) |
| 10    | GER  | Johannes Kühn              | 40:52,7    | 5 (1+0+2+2) |

Datum: 18. Februar 2022, 17:00 Uhr
Olympiasieger 2018:  Martin Fourcade

Weltmeister 2021:  Sturla Holm Lægreid

### Staffel 4 × 7,5 km
| Platz | Land Athleten                                                                                          | Zeit (h)  | Strafrunden + Nachlader                  |
| ----- | --- | --------- | ---------------------------------------- |
| 01    | Norwegen 0000Sturla Holm Lægreid 0000Tarjei Bø 0000Johannes Thingnes Bø 0000Vetle Sjåstad Christiansen | 1:19:50,2 | 0+2 1+5 0+0 1+3 0+0 0+2 0+2 0+0 0+0 0+0  |
| 02    | Frankreich 0000Fabien Claude 0000Émilien Jacquelin 0000Simon Desthieux 0000Quentin Fillon Maillet      | 1:20:17,6 | 0+6 0+3 0+2 0+0 0+1 0+0 0+2 0+1 0+1 0+2  |
| 03    | ROC 0000Said Karimulla Chalili 0000Alexander Loginow 0000Maxim Zwetkow 0000Eduard Latypow              | 1:20:35,5 | 0+0 2+6 0+0 0+1 0+0 0+2 0+0 0+0 0+0 2+3  |
| 04    | Deutschland 0000Erik Lesser 0000Roman Rees 0000Benedikt Doll 0000Philipp Nawrath                       | 1:20:54,5 | 0+1 1+8 0+0 0+3 0+0 0+1 0+1 1+3          |
| 05    | Schweden 0000Peppe Femling 0000Jesper Nelin 0000Martin Ponsiluoma 0000Sebastian Samuelsson             | 1:21:39,6 | 1+6 0+4 0+1 0+3 1+3 0+1 0+2 0+0 0+0 0+0  |
| 06    | Kanada 0000Adam Runnalls 0000Christian Gow 0000Jules Burnotte 0000Scott Gow                            | 1:21:46,5 | 0+3 2+6 0+1 1+3 0+0 1+3 0+2 0+0 0+0 0+0  |
| 07    | Italien 0000Thomas Bormolini 0000Tommaso Giacomel 0000Lukas Hofer 0000Dominik Windisch                 | 1:21:48,8 | 1+4 1+9 0+0 0+2 0+0 0+3 1+3 0+1 0+1 1+3  |
| 08    | Belarus 0000Mikita Labastau 0000Dsmitryj Lasouski 0000Maksim Warabej 0000Anton Smolski                 | 1:21:49,2 | 0+5 2+6 0+2 0+1 0+0 0+2 0+0 2+3 0+3 0+0  |
| 09    | Ukraine 0000Bohdan Zymbal 0000Artem Pryma 0000Anton Dudtschenko 0000Dmytro Pidrutschnyj                | 1:23:31,5 | 0+2 4+10 0+1 0+1 0+1 1+3 0+0 1+3 0+0 2+3 |
| 10    | Österreich 0000David Komatz 0000Simon Eder 0000Felix Leitner 0000Harald Lemmerer                       | 1:23:31,9 | 0+4 0+5 0+2 0+0 0+0 0+2 0+2 0+1 0+0 0+2  |

Datum: 15. Februar 2022, 14:30 Uhr
Olympiasieger 2018:  Schweden (Peppe Femling, Jesper Nelin, Sebastian Samuelsson, Fredrik Lindström)

Weltmeister 2021:  Norwegen (Sturla Holm Lægreid, Tarjei Bø, Johannes Thingnes Bø, Vetle Sjåstad Christiansen)

## Ergebnisse Frauen

### Sprint 7,5 km

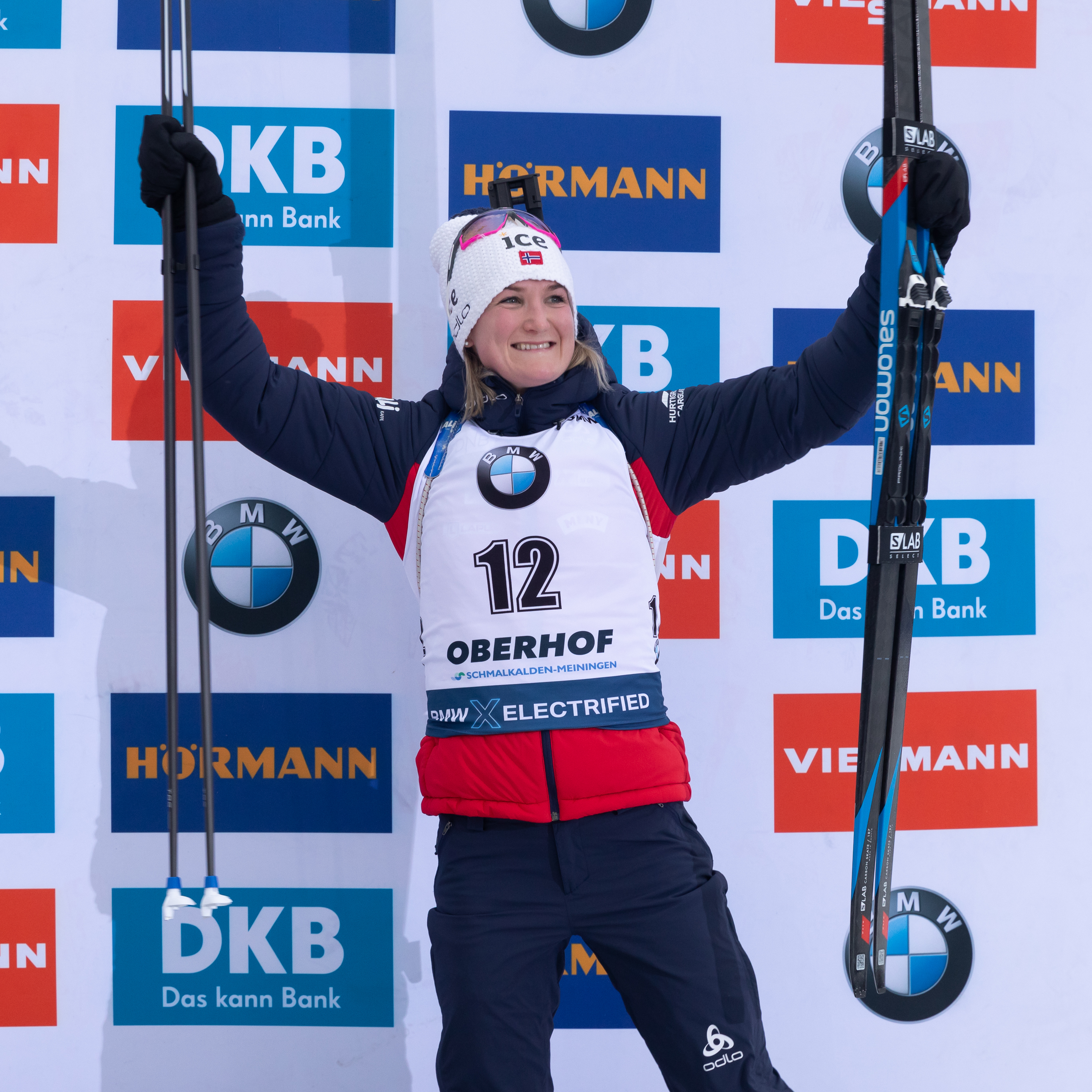
Marte Olsbu Røiseland siegte im Sprint, in der Verfolgung und mit der Mixed-Staffel, dazu gewann sie Bronze im Einzel sowie im Massenstart

| Platz | Land | Athletin                   | Zeit (min) | Fehler  |
| ----- | ---- | -------------------------- | ---------- | ------- |
| 01    | NOR  | Marte Olsbu Røiseland      | 20:44,3    | 0 (0+0) |
| 02    | SWE  | Elvira Öberg               | 21:15,2    | 0 (0+0) |
| 03    | ITA  | Dorothea Wierer            | 21:21,5    | 0 (0+0) |
| 04    | AUT  | Lisa Hauser                | 21:31,6    | 0 (0+0) |
| 05    | NOR  | Ingrid Landmark Tandrevold | 21:44,5    | 0 (0+0) |
| 06    | ROC  | Kristina Reszowa           | 21:49,3    | 2 (1+1) |
| 07    | SWE  | Anna Magnusson             | 21:50,2    | 0 (0+0) |
| 08    | UKR  | Julija Dschyma             | 21:51,8    | 1 (1+0) |
| 09    | FRA  | Anaïs Bescond              | 21:53,1    | 1 (0+0) |
| 10    | MDA  | Alina Stremous             | 21:59,5    | 0 (0+0) |

Datum: 11. Februar 2022, 17:00 Uhr
Olympiasiegerin 2018:  Laura Dahlmeier

Weltmeisterin 2021:  Tiril Eckhoff

### Verfolgung 10 km
| Platz | Land | Athletin               | Zeit (min) | Fehler      |
| ----- | ---- | ---------------------- | ---------- | ----------- |
| 01    | NOR  | Marte Olsbu Røiseland  | 34:46,9    | 1 (0+0+1+0) |
| 02    | SWE  | Elvira Öberg           | 36:23,4    | 3 (0+1+2+0) |
| 03    | NOR  | Tiril Eckhoff          | 36:35,6    | 3 (1+1+0+1) |
| 04    | BLR  | Hanna Sola             | 36:45,8    | 3 (1+1+1+0) |
| 05    | SWE  | Linn Persson           | 36:54,1    | 2 (0+0+1+1) |
| 06    | ITA  | Dorothea Wierer        | 36:56,0    | 3 (0+0+2+1) |
| 07    | AUT  | Lisa Hauser            | 36:56,7    | 2 (0+0+1+1) |
| 08    | FRA  | Julia Simon            | 37:05,2    | 2 (0+1+1+0) |
| 09    | POL  | Monika Hojnisz-Staręga | 37:15,7    | 2 (2+0+0+0) |
| 10    | SVK  | Paulína Fialková       | 37:25,7    | 2 (0+2+0+0) |

Datum: 13. Februar 2022, 17:00 Uhr
Olympiasiegerin 2018:  Laura Dahlmeier

Weltmeisterin 2021:  Tiril Eckhoff

### Einzel 15 km

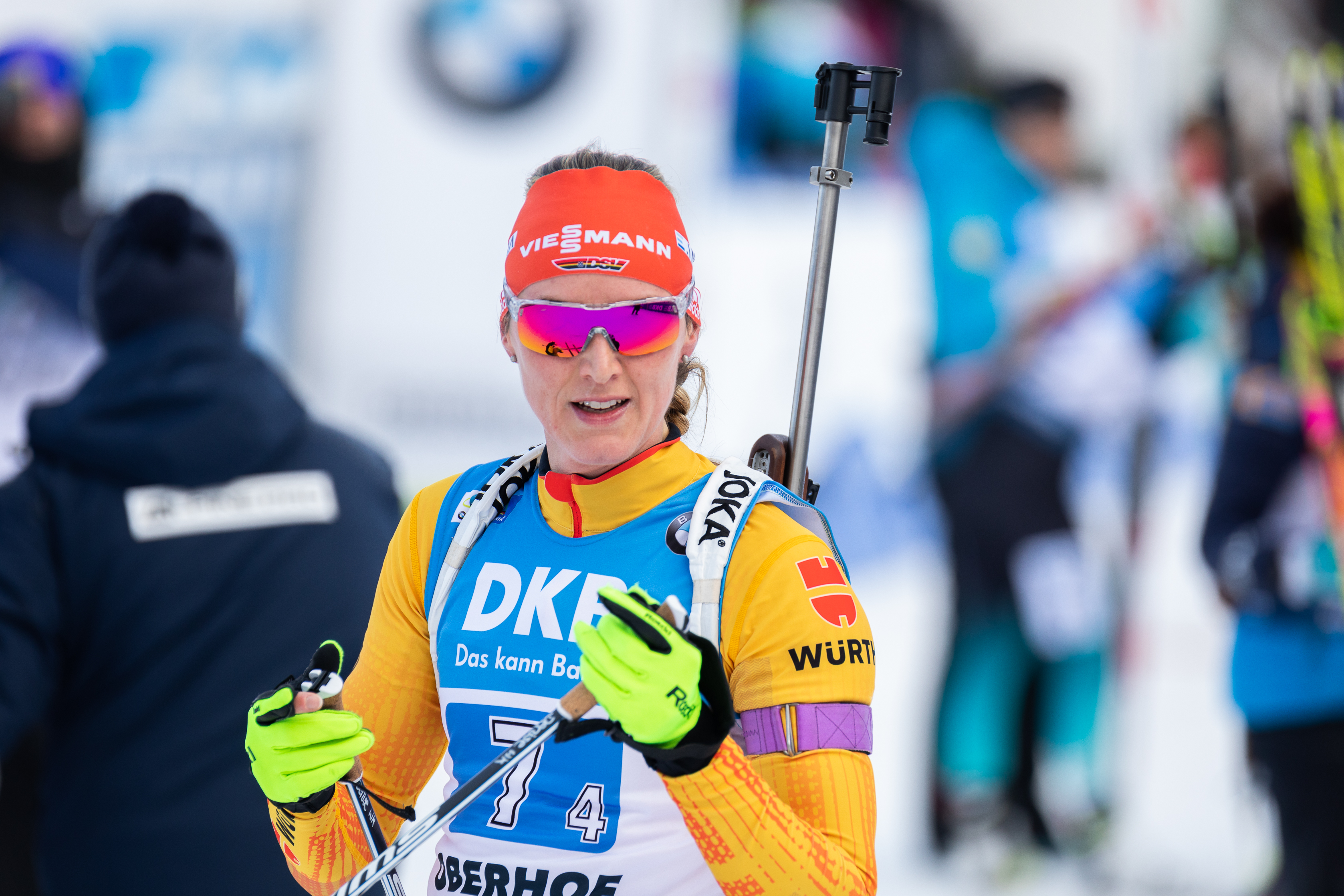
Denise Herrmann, Olympiasiegerin im Einzelwettkampf, errang außerdem Bronze mit der Frauenstaffel

| Platz | Land | Athletin                   | Zeit (min) | Fehler      |
| ----- | ---- | -------------------------- | ---------- | ----------- |
| 01    | GER  | Denise Herrmann            | 44:12,7    | 1 (0+0+1+0) |
| 02    | FRA  | Anaïs Chevalier-Bouchet    | 44:22,1    | 1 (0+0+0+1) |
| 03    | NOR  | Marte Olsbu Røiseland      | 44:28,0    | 2 (1+0+0+1) |
| 04    | GER  | Vanessa Voigt              | 44:29,3    | 1 (1+0+0+0) |
| 05    | BLR  | Dsinara Alimbekawa         | 44:44,4    | 1 (0+0+0+1) |
| 06    | CZE  | Markéta Davidová           | 44:44,6    | 1 (0+0+0+1) |
| 07    | USA  | Deedra Irwin               | 45:14,1    | 1 (0+0+0+1) |
| 08    | NOR  | Ingrid Landmark Tandrevold | 45:15,4    | 1 (0+1+0+0) |
| 09    | ROC  | Kristina Reszowa           | 45:25,8    | 2 (0+0+2+0) |
| 10    | UKR  | Julija Dschyma             | 45:34,3    | 2 (0+1+0+1) |

Datum: 7. Februar 2022, 17:00 Uhr
Olympiasiegerin 2018:  Hanna Öberg

Weltmeisterin 2021:  Markéta Davidová

### Massenstart 12,5 km

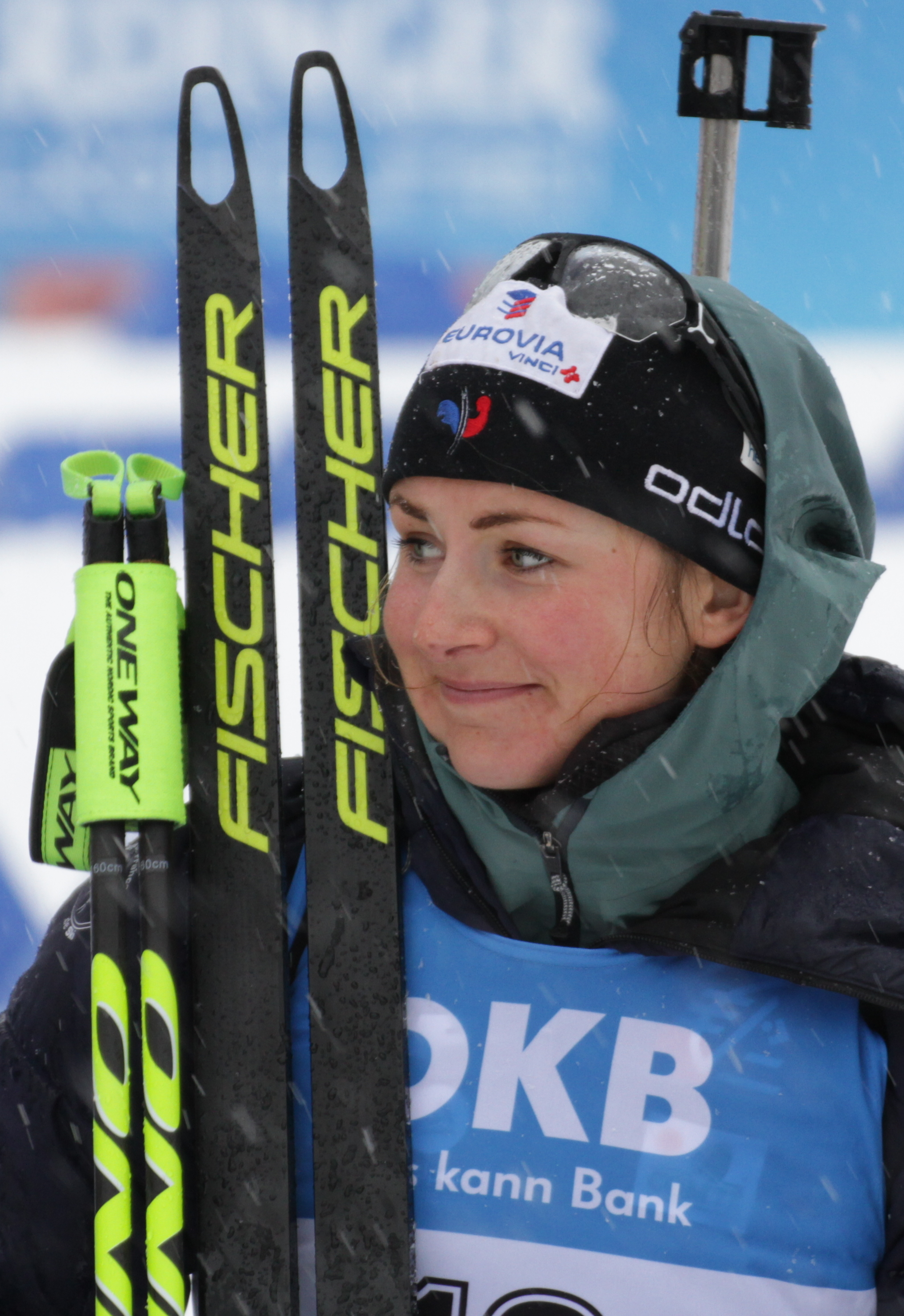
Massenstart-Olympiasiegerin Justine Braisaz-Bouchet

| Platz | Land | Athletin                | Zeit (min) | Fehler      |
| ----- | ---- | ----------------------- | ---------- | ----------- |
| 01    | FRA  | Justine Braisaz-Bouchet | 40:18,0    | 4 (2+1+0+1) |
| 02    | NOR  | Tiril Eckhoff           | 40:33,3    | 4 (0+0+2+2) |
| 03    | NOR  | Marte Olsbu Røiseland   | 40:52,9    | 4 (0+0+2+2) |
| 04    | CZE  | Markéta Davidová        | 41:11,4    | 4 (1+0+1+2) |
| 05    | ROC  | Kristina Reszowa        | 41:29,0    | 6 (2+1+1+2) |
| 06    | FRA  | Julia Simon             | 41:40,6    | 6 (0+1+3+2) |
| 07    | UKR  | Julija Dschyma          | 41:43,7    | 3 (1+0+2+0) |
| 08    | GER  | Franziska Preuß         | 41:44,4    | 4 (1+1+1+1) |
| 09    | SWE  | Elvira Öberg            | 41:55,7    | 4 (1+0+0+3) |
| 10    | BLR  | Hanna Sola              | 41:57,2    | 8 (2+2+1+3) |

Datum: 18. Februar 2022, 15:00 Uhr
Olympiasiegerin 2018:  Anastasiya Kuzmina

Weltmeisterin 2021:  Lisa Hauser

### Staffel 4 × 6 km
| Platz | Land Athletinnen                                                                                     | Zeit (h)  | Strafrunden + Nachlader                 |
| ----- | --- | --------- | --------------------------------------- |
| 01    | Schweden 0000Linn Persson 0000Mona Brorsson 0000Hanna Öberg 0000Elvira Öberg                         | 1:11:03,9 | 0+1 0+5 0+0 0+1 0+0 0+0 0+1 0+3 0+0 0+1 |
| 02    | ROC 0000Uljana Nigmatullina 0000Kristina Reszowa 0000Irina Kasakewitsch 0000Swetlana Mironowa        | 1:11:15,9 | 0+3 1+5 0+1 0+1 0+1 0+0 0+0 1+3 0+0 0+1 |
| 03    | Deutschland 0000Vanessa Voigt 0000Vanessa Hinz 0000Franziska Preuß 0000Denise Herrmann               | 1:11:41,3 | 0+1 0+5 0+0 0+0 0+0 0+2 0+1 0+1         |
| 04    | Norwegen 0000Karoline Offigstad Knotten 0000Tiril Eckhoff 0000Ida Lien 0000Marte Olsbu Røiseland     | 1:11:54,6 | 0+3 2+5 0+0 0+0 0+2 2+3 0+0 0+1 0+1 0+1 |
| 05    | Italien 0000Lisa Vittozzi 0000Dorothea Wierer 0000Samuela Comola 0000Federica Sanfilippo             | 1:12:37,0 | 0+1 0+4 0+1 0+1 0+0 0+0 0+0 0+1 0+0 0+2 |
| 06    | Frankreich 0000Anaïs Bescond 0000Anaïs Chevalier-Bouchet 0000Justine Braisaz-Bouchet 0000Julia Simon | 1:13:16,9 | 1+5 1+5 0+0 0+1 1+3 0+1 0+2 0+0 0+0 1+3 |
| 07    | Ukraine 0000Iryna Petrenko 0000Julija Dschyma 0000Anastassija Merkuschyna 0000Olena Bilossjuk        | 1:14:04,1 | 1+3 0+3 0+0 0+0 1+3 0+3 0+0 0+0         |
| 08    | Tschechien 0000Eva Puskarčíková 0000Markéta Davidová 0000Jessica Jislová 0000Lucie Charvátová        | 1:14:06,0 | 0+1 1+7 0+0 0+2 0+0 0+1 0+1 0+1 0+0 1+3 |
| 09    | Österreich 0000Dunja Zdouc 0000Lisa Hauser 0000Anna Juppe 0000Katharina Innerhofer                   | 1:15:07,6 | 0+2 0+2 0+0 0+0 0+1 0+0 0+1 0+2 0+0 0+0 |
| 10    | Kanada 0000Emma Lunder 0000Megan Bankes 0000Emily Dickson 0000Sarah Beaudry                          | 1:15:34,3 | 0+1 1+8 0+1 0+1 0+0 0+3 0+0 1+3 0+0 0+1 |

Datum: 16. Februar 2022, 15:45 Uhr
Olympiasiegerinnen 2018:  Belarus (Nadseja Skardsina, Iryna Leschtschanka, Dsinara Alimbekawa, Darja Domratschawa)

Weltmeisterinnen 2021:  Norwegen {(Ingrid Landmark Tandrevold, Tiril Eckhoff, Ida Lien, Marte Olsbu Røiseland)

## Ergebnisse Mixed

### Staffel 4 × 6 km
| Platz | Land Athleten                                                                                           | Zeit (h)  | Strafrunden + Nachlader                  |
| ----- | --- | --------- | ---------------------------------------- |
| 01    | Norwegen 0000Marte Olsbu Røiseland 0000Tiril Eckhoff 0000Tarjei Bø 0000Johannes Thingnes Bø             | 1:06:45,6 | 1+6 2+7 0+1 0+0 1+3 2+3 0+0 0+3 0+2 0+1  |
| 02    | Frankreich 0000Anaïs Chevalier-Bouchet 0000Julia Simon 0000Émilien Jacquelin 0000Quentin Fillon Maillet | 1:06:46,5 | 0+5 3+6 0+2 1+3 0+2 0+0 0+0 2+3 0+1 0+0  |
| 03    | ROC 0000Uljana Nigmatullina 0000Kristina Reszowa 0000Alexander Loginow 0000Eduard Latypow               | 1:06:47,1 | 0+4 1+9 0+2 0+3 0+1 1+3 0+0 0+2 0+1 0+1  |
| 04    | Schweden 0000Hanna Öberg 0000Elvira Öberg 0000Martin Ponsiluoma 0000Sebastian Samuelsson                | 1:07:26,6 | 0+7 0+6 0+2 0+1 0+3 0+2 0+0 0+3 0+2 0+0  |
| 05    | Deutschland 0000Vanessa Voigt 0000Denise Herrmann 0000Benedikt Doll 0000Philipp Nawrath                 | 1:07:51,1 | 1+10 1+8 1+3 1+3 0+3 0+3 0+3 0+1 0+1 0+1 |
| 06    | Belarus 0000Dsinara Alimbekawa 0000Hanna Sola 0000Mikita Labastau 0000Anton Smolski                     | 1:08:00,2 | 0+6 2+8 0+1 0+1 0+3 2+3 0+0 0+2 0+2 0+2  |
| 07    | Vereinigte Staaten 0000Susan Dunklee 0000Clare Egan 0000Sean Doherty 0000Paul Schommer                  | 1:08:58,3 | 1+8 0+4 0+3 0+2 0+1 0+0 1+3 0+2          |
| 08    | Schweiz 0000Amy Baserga 0000Lena Häcki 0000Benjamin Weger 0000Sebastian Stalder                         | 1:09:06,0 | 2+6 0+5 1+3 0+1 0+0 0+1 0+0 0+2          |
| 09    | Italien 0000Lisa Vittozzi 0000Dorothea Wierer 0000Thomas Bormolini 0000Lukas Hofer                      | 1:09:25,3 | 1+7 2+10 0+0 0+1 0+1 0+3 0+0 1+3 0+3 1+3 |
| 10    | Österreich 0000Julia Schwaiger 0000Lisa Hauser 0000Simon Eder 0000Felix Leitner                         | 1:09:44,2 | 1+8 3+9 0+2 1+3 1+3 0+0 0+0 1+3 0+3 1+3  |

Datum: 5. Februar 2022, 17:00 Uhr
Olympiasieger 2018:

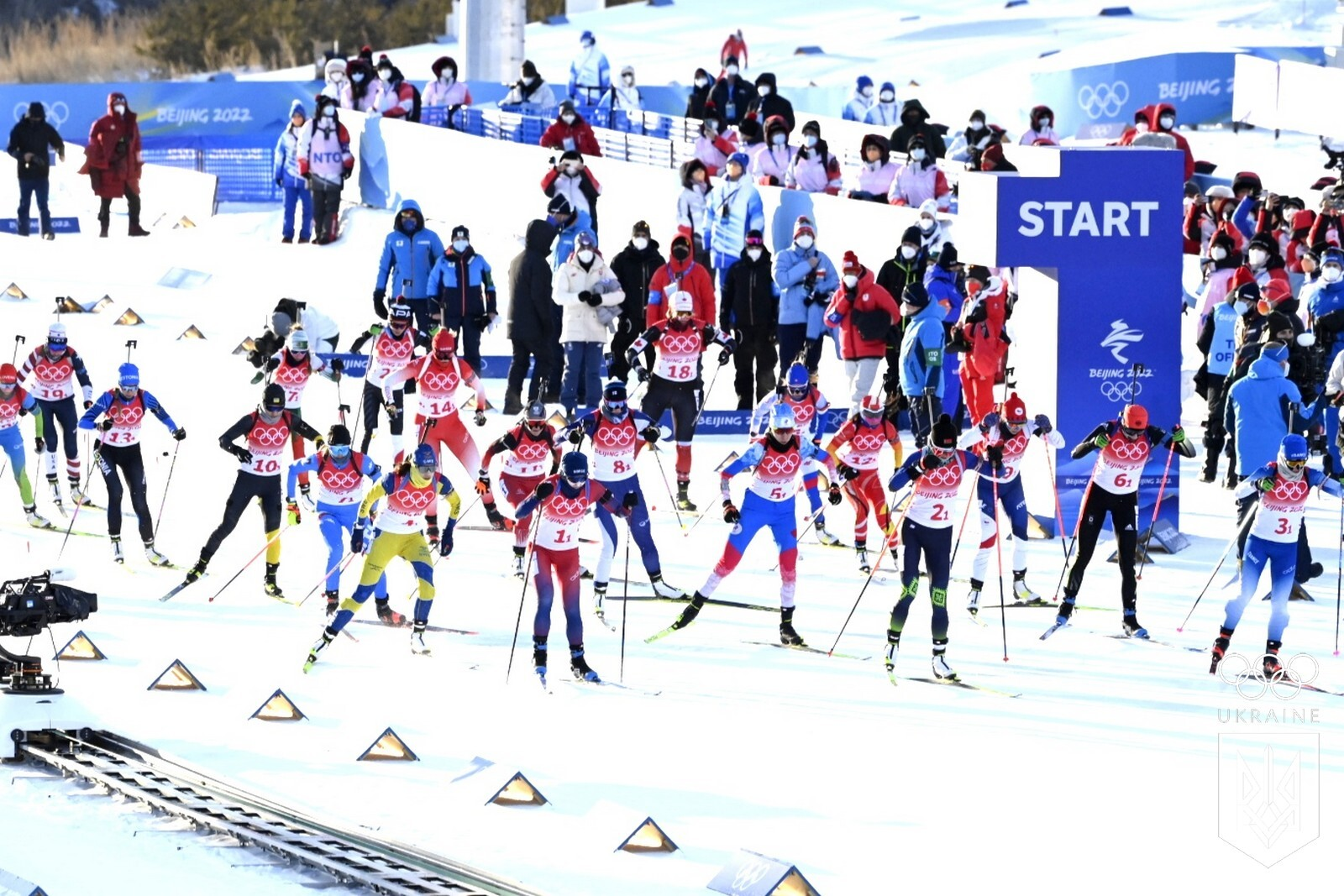
Start der Mixed-Staffel

 Frankreich (Marie Dorin-Habert, Anaïs Bescond,
0000Simon Desthieux, Martin Fourcade)
Weltmeister 2021:
 Norwegen (Sturla Holm Lægreid, Johannes Thingnes Bø,
0000Tiril Eckhoff, Marte Olsbu Røiseland)